# Bart Stultiens
Bart Stultiens (Oranjestad, Aruba, 7 mei 1957) is een Nederlandse cabaretier en theatermaker die zich vanaf 1998 vooral bezighoudt met het schrijven en regisseren van musicals. Projecten waarbij amateurs worden begeleid door professionals om een zo hoog mogelijk niveau te bereiken. Inmiddels staan 3 edities van de Veldhovense Revue (met Jurrian van Dongen) en 6 edities van de Udense Musical (met Frank van Pamelen) op zijn naam. 
Na een tiental jaren in het onderwijs gewerkt te hebben maakte hij via deelname aan Cameretten de sprong naar het landelijke theatercircuit. Met zes soloprogramma's toerde hij sindsdien door het land: Bart S. te N., Hotel Spoorzicht, Wie Wint Heeft Gewonnen, Stultiens in Wonderland, De Vijfde van Stultiens en Ssssssstultiens (samen met Belinda Vos).
Hij schreef jarenlang teksten voor het bekroonde KRO-radioprogramma Theater van het Sentiment en had een wekelijkse column voor zowel RTV West als TV8, de voorloper van Omroep Brabant.
Verder maakte hij drie Oudejaarsvoorstellingen voor Uden in het lokale theater Markant en verzorgde hij optredens voor bedrijven, de overheid en vele symposia. De laatste jaren verruilt hij zijn plek op het podium steeds vaker voor een rol achter de schermen en is hij daarnaast ook nog actief als piano-, zang- en acteerdocent.